# Saint-Germain-sur-Vienne
 Saint-Germain-sur-Vienne  es una población y comuna francesa, situada en la región de  Centro, departamento de Indre y Loira, en el distrito de Chinon y cantón de Chinon.

## Demografía
| 403 | 343 | 324 | 364 | 356 | 353 |
| Para los censos de 1962 a 1999 la población legal corresponde a la población sin duplicidades (Fuente: INSEE [Consultar]) |     |     |     |     |     |